# Spiere-Helkijn
Spiere-Helkijn (in francese Espierres-Helchin) è un comune belga di 2 120 abitanti, situato nella provincia fiamminga delle Fiandre Occidentali. Fa parte dei comuni a facilitazione linguistica.